# Loi d'Ohm thermique
Pour les articles homonymes, voir Ohm.

Un composant de puissance disposé sur un dissipateur.

La loi d'Ohm thermique permet de calculer la température de jonction TJ des éléments semi-conducteurs (diodes, transistors divers, thyristors, triacs, etc.).

## Définition

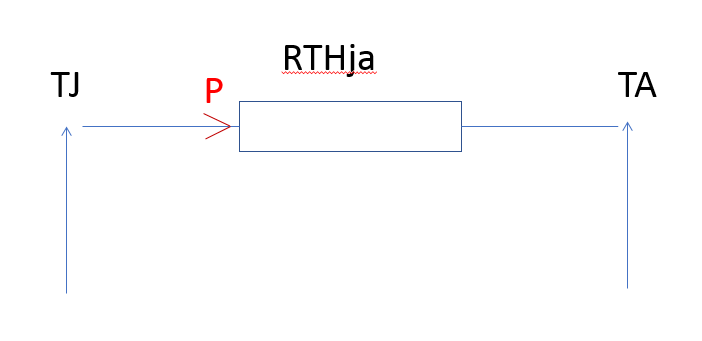
Loi d'ohm thermique

Par analogie à la loi d'ohm  et la loi des mailles (loi de Kirchhoff), nous avons :
TJ (température de jonction (°C ou °K)) équivalente à une tension électrique
TA (température ambiante (°C ou °K)) équivalente à une tension électrique
P (puissance thermique (W)) équivalente à un courant électrique
RTHJA (Résistance Thermique (°C/W ou °K/W)  équivalent à une résistance électrique
Donc, si nous appliquons la loi des mailles, nous obtenons :
{\displaystyle T_{\mathrm {J} }-P\cdot R_{\mathrm {thJA} }-T_{\mathrm {A} }=0}
soit :
{\displaystyle T_{\mathrm {J} }=T_{\mathrm {A} }+P\cdot R_{\mathrm {thJA} }}

Cette relation entre la température et la puissance thermique porte plus rigoureusement le nom de loi de Fourier. Cependant, puisque celle-ci est de la même forme que la loi d'Ohm, les spécialistes du domaine de l'électronique emploient le terme de loi d'Ohm thermique. Pourtant, la loi de Fourier a été théorisée bien avant la loi d'Ohm.

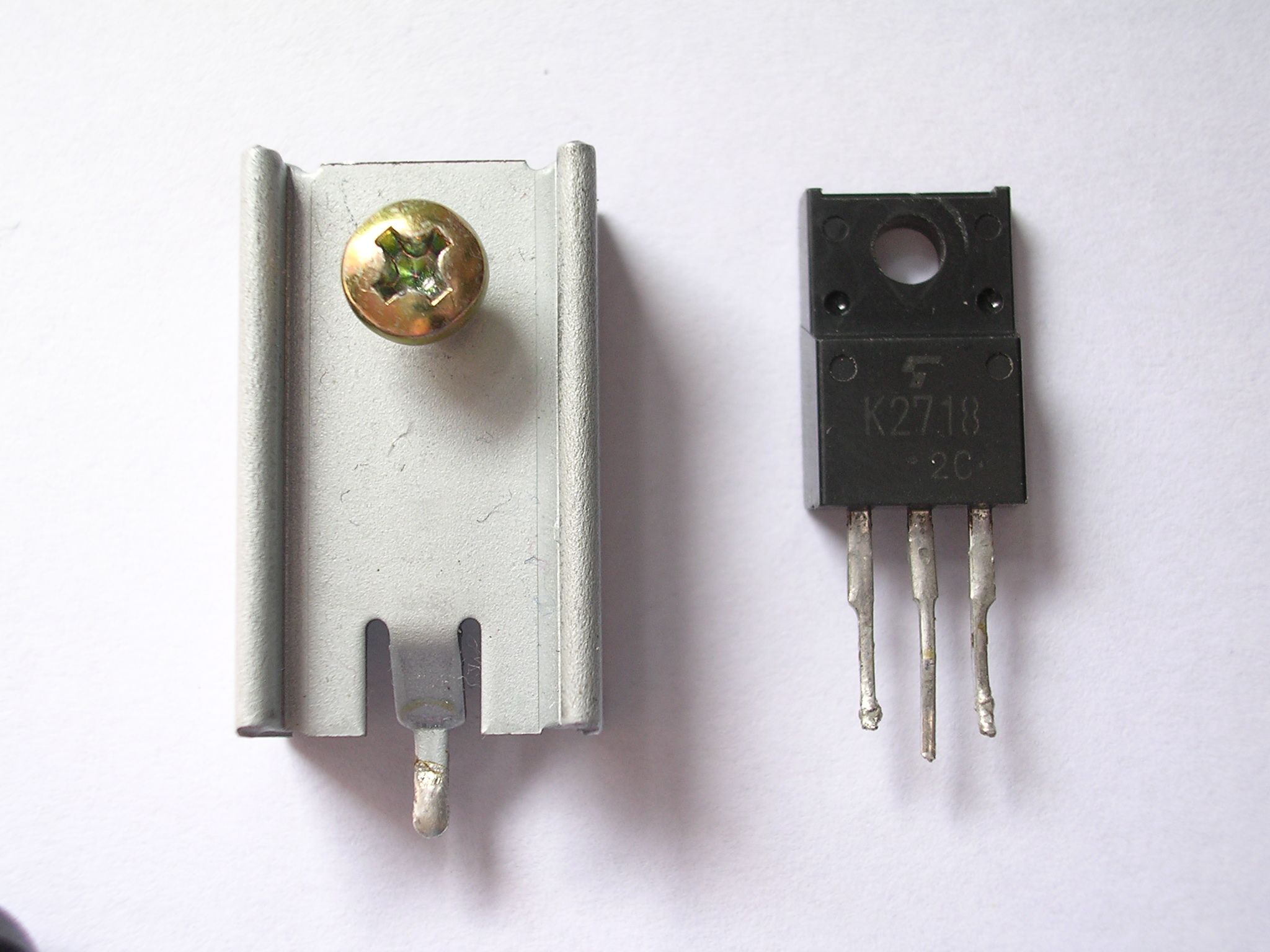
Transistor en boîtier plastique et dissipateur adapté ; le transistor est accolé au dissipateur grâce à la vis.

Les éléments de puissance (diodes, transistors, thyristors) sont généralement montés sur des dissipateur thermiques, qui favorisent l'évacuation des pertes produites. Il est généralement prévu un isolant (feuille de mica, de matériau composite, etc.) de façon à isoler électriquement le semiconducteur du dissipateur. Dans ce cas, la résistance thermique jonction-ambiance est la somme de trois termes :
- la résistance thermique jonction-boîtier RthJB, donnée par le constructeur ;
- la résistance thermique boîtier-dissipateur RthBR, qui dépend de la présence ou non d'un isolant ;
- la résistance thermique dissipateur-ambiance RthRA, qui dépend de la taille et du type de dissipateur (simple plaque, dissipateur à ailettes, etc.), de sa couleur (noire, argentée), de sa position (horizontale, verticale) et de son mode de refroidissement (convection naturelle ou forcée, circulation d'eau, etc.).

## Ordres de grandeur
- RthJA pour des transistors utilisés sans dissipateur : 200  à   500 °C/W pour boîtiers TO-18 (petit boîtier cylindrique, métallique) et TO-92 (petit boîtier cylindrique, plastique), 100 à 200 pour TO-39 / TO-5[1] (boîtier moyen cylindrique, métallique), 85 à 150 pour TO-126[1] (boîtier plat, plastique), 60 à 80 pour TO-220[1] (boîtier plat, plastique avec une patte cuivrée pour améliorer le transfert de chaleur, cf. le transistor de l'illustration), 30 à 40 pour TO-3[1] (boîtier ovale, métallique).
- RthJB pour des transistors utilisés avec dissipateur : 175 °C/W pour TO-18, 80 à 90 pour le TO-92, 20 à 30 pour TO-39, 5 à 6 pour TO-126, 2 à 4 pour TO-220, 1 à 2 pour TO-3.
- RthBR pour des transistors en boîtier TO-3 : 0,25 °C/W à sec, sans isolant[2] ; 0,15 sans isolant mais avec graisse de silicone[2] ; 0,35 avec isolant mica et graisse de silicone[3].
- RthRA pour un dissipateur typique avec huit ailettes de chaque côté et une longueur de 10 cm : entre 1 et 1,75 °C/W selon la puissance dissipée, en convection naturelle ; RthRA peut descendre à 0,4 °C/W si l'on utilise une ventilation forcée, selon la vitesse de l'air.

## Exemples

### Exemple 1: température de la jonction en fonction du dissipateur
Soit un régulateur de tension de « 5 V » délivrant au circuit qu'il alimente un courant de 2,5 A. La tension moyenne à l'entrée du régulateur vaut 8 V. Le régulateur est monté dans un boîtier TO-3, caractérisé par une résistance thermique de 1,5 °C/W ; il est monté sur un dissipateur de RthRA de 5 °C/W et isolé électriquement par une feuille de mica enduite de graisse de silicone ; la RthBR est dans ce cas égale à 0,4 °C/W. Quelle va être la température de la jonction du transistor de puissance du régulateur à 25 °C de température ambiante ?
Puissance dissipée dans le régulateur : I × (différence de potentiel entre l'entrée et la sortie du régulateur), soit 7,5 W.
La loi d'Ohm thermique donne donc TJ = TA + [I (Vin - Vout) × RthJA] = 25 + 7,5 × (1,5 + 0,4 + 5) = 76,75 °C.

### Exemple 2: dimensionnement d'un dissipateur
Un régulateur de tension « 5 V » fournit 1 A et est alimenté par une source de 7 V. La résistance thermique jonction-ambiante RthJA est de 65 °C/W et la résistance thermique jonction-boîtier RthJB est de 5 °C/W. 
Le dissipateur devra avoir une résistance thermique maximale de :
RthRA = [(TJ - TA) / P ] - RthJB
En choisissant comme température maximale de jonction 100 °C et comme température ambiante maximale 30 °C, on trouve :
RthRA = (100 °C - 30 °C) / [1 A × (7 V - 5 V)] - 5 °C/W = 30 °C/W

### Remarque
La puissance dissipée est souvent due à l'effet Joule. Une chute de potentiel aux bornes d'une résistance (ou d'un élément qui se comporte de la même façon) provoque une dissipation de puissance :
{\displaystyle P=R\cdot I^{2}} [W]